# Kazumichi Takagi
Kazumichi Takagi (高木 和道 Takagi Kazumichi?,  nacido el 21 de noviembre de 1980 en Shiga) es un exfutbolista japonés que se desempeñaba como defensa.
Takagi jugó 5 veces para la selección de fútbol de Japón entre 2008 y 2009.

## Trayectoria

### Clubes
| Club                | País      | Año         |
| ------------------- | --------- | ----------- |
| Shimizu S-Pulse     | Japón     | 2000 - 2008 |
| Vissel Kobe         | Japón     | 2004        |
| Gamba Osaka         | Japón     | 2009 - 2011 |
| Vissel Kobe         | Japón     | 2012        |
| Oita Trinita        | Japón     | 2013 - 2014 |
| FC Gifu             | Japón     | 2015        |
| Júbilo Iwata        | Japón     | 2016        |
| Air Force United FC | Tailandia | 2017        |
| MIO Biwako Shiga    | Japón     | 2018        |

### Selección nacional
| Selección | País  | Año         |
| --------- | ----- | ----------- |
| Absoluta  | Japón | 2008 - 2009 |

## Estadística de equipo nacional
| Selección de Japón | Selección de Japón | Selección de Japón |
| Año                | Part.              | Goles              |
| ------------------ | ------------------ | ------------------ |
| 2008               | 3                  | 0                  |
| 2009               | 2                  | 0                  |
| Total              | 5                  | 0                  |

## Palmarés

### Títulos nacionales
| Título             | Club            | País  | Año  |
| ------------------ | --------------- | ----- | ---- |
| Copa del Emperador | Shimizu S-Pulse | Japón | 2001 |
| Copa del Emperador | Gamba Osaka     | Japón | 2009 |